# Okurō Oikawa
Okurō Oikawa (及川 奥郎 Oikawa Okurō?,  1896-1970) fue un astrónomo japonés, conocido por haber descubierto varios asteroides.
El asteroide (2667) Oikawa fue nombrado así en su honor.

## Asteroides descubiertos
Oikawa ha descubierto o codescubierto ocho asteroides.
1. (1088) Mitaka (17 de noviembre de 1927)
2. (1089) Tama (17 de noviembre de 1927)
3. (1090) Sumida (20 de febrero de 1928)
4. (1098) Hakone (5 de septiembre de 1928)
5. (1139) Atami  (1 de diciembre de 1929, codescubierto con Kazuo Kubokawa)
6. (1185) Nikko (17 de noviembre de 1927)
7. (1266) Tone (23 de enero de 1927)
8. (1584) Fuji (7 de febrero de 1927)